# Сандберг, Эспен
Эспен Сандберг (норв. Espen Sandberg; род. 16 июня 1971, Саннефьорд) — норвежский режиссёр и продюсер.

## Биография
Родился 16 июня 1971 года в Саннефьорде. В 1994 году, окончил театральный институт. Вместе со своим другом детства Юакимом Рённингом занимался съемкой роликов для телевидения, после чего создал вместе с ним общую компанию Roenberg. После ряда успешных работ на родине, также снимал рекламу для различных зарубежных продуктов.
В 2006 году вместе с Рённингом снимает комедию «Бандитки» с Пенелопой Крус и Сальмой Хайек в главных ролях. В 2008 году Сандберг выступил режиссёром фильма «Макс Манус: Человек войны». В 2012 году Сандберг вместе с Рённингом снял самый кассовый норвежский фильм за всю историю «Кон-Тики». Фильм был номинирован на «Оскар» как Лучший фильм на иностранном языке.
После производства «Кон-Тики» Сандберг вместе с Рённингом приступил к производству пятой части из серии фильмов «Пираты Карибского моря» «Мертвецы не рассказывают сказки».

## Фильмография
- Бандитки (2006)
- Макс Манус (2008)
- Кон-Тики (2012)
- Пираты Карибского моря: Мертвецы не рассказывают сказки (2017)
- Амундсен (2019)